# La Providencia, Angel R. Cabada
La Providencia är en ort i Mexiko.   Den ligger i kommunen Angel R. Cabada och delstaten Veracruz, i den sydöstra delen av landet, 400 km öster om huvudstaden Mexico City. La Providencia ligger 17 meter över havet och antalet invånare är 518.
Terrängen runt La Providencia är platt, och sluttar västerut. Runt La Providencia är det ganska tätbefolkat, med 70 invånare per kvadratkilometer. Närmaste större samhälle är Lerdo de Tejada, 13,9 km norr om La Providencia. Omgivningarna runt La Providencia är en mosaik av jordbruksmark och naturlig växtlighet.